# ルイーザヴィアローマ
LUISAVIAROMA(ルイーザヴィアローマ、LVR)は、ラグジュアリーファッションリテーラー。イタリア・フィレンツェに本社と本店を置く。

## 沿革
1900年代初頭、フランス人女性ルイーザ・ジャッキャン(Luisa Jaquin)がフィレンツェのローマ通り(Via Roma)に小さな帽子のブティックを開店。彼女の夫が衣料をラインナップに加えながら徐々に規模を拡張、自社工場を構える。彼女の孫にあたるアンドレア・パンコネージ(Andrea Panconesi)が在学中に店舗のマーチャンダイジングを手がけるようになり、1968年に初めて買い付け業務でパリを訪れる。アンドレアはそこで日本人デザイナーの高田賢三と出会い、ヨーロッパの店舗として初めて高田が手がけるブランドの取り扱いを開始。 それ以降アンドレア・パンコネージがルイーザヴィアローマを率いている。フィレンツェのローマ通り19/21R番地にある本店は2008年、建築家のクラウディオ・ナルディ(Claudio Nardi)によってエココンシャスな信条の元にリノベーションされた。インタラクティブスクリーンや屋上にはレストランも備えたデザインであった。2008年にはフィレンツェでVia Silvio Pellico店もオープン。

## ウェブサイト
LUISAVIAROMA.COMは2000年代前半にコンセプトストアでのショッピングをオンラインでも可能にするという目的でローンチされた。当初、ウェブサイトは極めて限定的なものであったが、2004年大幅な刷新を行い、英語版を追加し世界中のウェブユーザーへ向けて発信をスタート。後にイタリア語、ドイツ語、中国語、ロシア語、フランス語、スペイン語、韓国語、日本語を追加し市場を拡大。全てのオペレーション活動はフィレンツェ ヴィア ヴァルキにある本社にて行われている。

## イベント
2000年代前半、このコンセプトストアはNokia、FIAT、Puma、Adidas、Missoni、Lacoste、Levi’s、Coca-Colaといった企業とのイベント企画を開始。これらは全てクライアントは製品そのものに留まらないその先にある体験を求めているというルイーザヴィアローマの信条に基づいてスタートしている。
オンライン事業10周年記念として『FIRENZE4EVER… It’s Magic!』を開催。3日間に渡り世界各地から招待されたファッションブロガー40人がブランドをミックスしたルックを作り上げる『Style Labs』を行った。このイベントは2010年から2017年の各ファッションシーズンのローンチに合わせて年に2度行われた。
2018年8月、ルイーザヴィアローマはユニセフイタリアとのコラボレーションで初のチャリティイベントユニセフサマーガラをサルデーニャ島のポルトチェルボで開催。 2018年11月にはアメリカ ニューヨークのSpring Studiosにポップアップストアを設置。2019年2月 Naked Heart Foundationとのコラボレーションでチャリティイベント『Fabulous Fund Fair - Dolce Vita Night』をロンドンで開催。 2019年6月13日、フィレンツェのミケランジェロ広場でCR Fashion BookとCR Studioの設立者カリーヌ・ロワトフェルドと共に第一回となるCRランウェイを開催。これはルイーザヴィアローマ90周年記念を兼ねたイベントで、カリーヌが90年代をトリビュートしながらキュレーションを行った90のルックが披露された。2019秋冬のメンズ・レディースコレクションからカリーヌ・ロワトフェルドがセレクトしたルックは招待された3500人を超える観衆を前に披露された。 ゲストにはJ バルヴィン、ヘロン・プレストン、レニー・クラヴィッツ、ヴァージル・アブローらも。有名ブランドが参加し、モデルとしてジジ・ハディッド、ベラ・ハディッド、ヴィットリア・チェレッティ、マリアカルラ・ボスコーノ、イリーナ・シェイク、アレッサンドラ・アンブロジオ、ドウツェン・クロース、ララ・ストーンらが登場。CRランウェイのミニサイトではこれらのルックも販売されている。

## ロジスティクス
全ての注文はイタリア フィレンツェにある倉庫から発送される。